# Almersbach
Almersbach é um município localizada no distrito de Altenkirchen, na associação municipal de Verbandsgemeinde Altenkirchen, no estado da Renânia-Palatinado.

## População da Comunidade
| - 1815 – 41 - 1835 – 82 - 1871 – 158 - 1905 – 176 - 1939 – 257 - 1950 – 410 | - 1961 – 378 - 1965 – 378 - 1970 – 365 - 1975 – 422 - 1980 – 483 - 1985 – 472 | - 1987 – 442 - 1990 – 443 - 1995 – 489 - 2000 – 488 - 2005 – 459 |